# Mertensophryne nyikae
Mertensophryne nyikae és una espècie d'amfibi que viu a Malawi i Zàmbia.